# Elencos da SkyDive Dubai Pro Cycling Team-Al Ahli Club
A equipa ciclista profissional emiratí SkyDive Dubai Pro Cycling Team-Al Ahli Club tem tido, durante toda sua história, os seguintes elencos:

## 2014
| Nome                    | Nascimento | Nacionalidade          | Equipa de 2013          |
| Khalid Albalooshi       | 12/11/1995 | Emirados Árabes Unidos | Neoprofissional         |
| Nawaf Albalooshi        | 28/05/1993 | Emirados Árabes Unidos | Neoprofissional         |
| Mohamed Hasan Almurawwi | 19/09/1988 | Emirados Árabes Unidos | Neoprofissional         |
| Marwan Al Rum           | 15/10/1990 | Emirados Árabes Unidos | Neoprofissional         |
| Shail Alsabbagh         | 11/12/1995 | Emirados Árabes Unidos | Neoprofissional         |
| Rafaâ Chtioui           | 26/01/1986 | Tunísia                | Team Europcar (em 2012) |
| Soufiane Haddi          | 20/02/1991 | Marrocos               | Neoprofissional         |
| Lucas Sebastián Haedo   | 18/04/1983 | Argentina              | Cannondale Pro Cycling  |
| Maher Hasnaoui          | 22/09/1989 | Tunísia                | Neoprofissional         |
| Ahmad Hassan            | 01/01/1973 | Sudão                  | Neoprofissional         |
| Adil Jelloul            | 14/06/1982 | Marrocos               | Neoprofissional         |
| Francisco Mancebo       | 09/03/1976 | Espanha                | 5 Hour Energy           |
| Tarek Obaid Murad       | 01/04/1984 | Emirados Árabes Unidos | Neoprofissional         |
| Alexandre Pliuschin     | 13/01/1987 | Moldávia               | IAM Cycling             |
| Óscar Pujol             | 16/10/1983 | Espanha                | Polygon Sweet Nice      |

## 2015
| Nome                    | Nascimento | Nacionalidade          | Equipa de 2014       |
| Mohamed Hasan Almurawwi | 19/09/1988 | Emirados Árabes Unidos | Sky Dive Dubai       |
| Ahmed Albalooshi        | 29/10/1989 | Emirados Árabes Unidos | Neoprofissional      |
| Sultan Hassan Alhammadi | 15/08/1993 | Emirados Árabes Unidos | Neoprofissional      |
| Mansoor Ali Thani       | 01/05/1988 | Emirados Árabes Unidos | Neoprofissional      |
| Khamis Alnaqby          | 09/10/1986 | Emirados Árabes Unidos | Neoprofissional      |
| Rafaâ Chtioui           | 26/01/1986 | Tunísia                | Sky Dive Dubai       |
| Vladimir Gusev          | 04/07/1982 | Rússia                 | Katusha              |
| Soufiane Haddi          | 20/02/1991 | Marrocos               | Sky Dive Dubai       |
| Maher Hasnaoui          | 22/09/1989 | Tunísia                | Sky Dive Dubai       |
| Al Ali Ibrahim          | 17/11/1994 | Emirados Árabes Unidos | Neoprofissional      |
| Khalid Ibrahim          | 12/11/1995 | Emirados Árabes Unidos | Neoprofissional      |
| Adil Jelloul            | 14/06/1982 | Marrocos               | Sky Dive Dubai       |
| Shambih Khaled          | 12/09/1983 | Emirados Árabes Unidos | Neoprofissional      |
| Francisco Mancebo       | 09/03/1976 | Espanha                | Sky Dive Dubai       |
| Tarek Obaid Murad       | 01/04/1984 | Emirados Árabes Unidos | Sky Dive Dubai       |
| Andrea Palini           | 16/06/1989 | Itália                 | Lampre-Merida        |
| Edgar Pinto             | 27/08/1985 | Portugal               | LA Alumínios-Antarte |

1. ↑  Até 1 de outubro.
2. ↑  Desde 1 de outubro.

## 2016
| Nome                    | Nascimento | Nacionalidade          | Equipa de 2015              |
| Mohamed Hasan Almurawwi | 19/09/1988 | Emirados Árabes Unidos | Sky Dive Dubai              |
| Ahmed Albalooshi        | 29/10/1989 | Emirados Árabes Unidos | Sky Dive Dubai              |
| Sultan Hassan Alhammadi | 15/08/1993 | Emirados Árabes Unidos | Sky Dive Dubai              |
| Mansoor Ali Thani       | 01/05/1988 | Emirados Árabes Unidos | Sky Dive Dubai              |
| Rafaâ Chtioui           | 26/01/1986 | Tunísia                | Sky Dive Dubai              |
| Soufiane Haddi          | 20/02/1991 | Marrocos               | Sky Dive Dubai              |
| Maher Hasnaoui          | 22/09/1989 | Tunísia                | Sky Dive Dubai              |
| Al Ali Ibrahim          | 17/11/1994 | Emirados Árabes Unidos | Sky Dive Dubai              |
| Khalid Ibrahim          | 12/11/1995 | Emirados Árabes Unidos | Sky Dive Dubai              |
| Adil Jelloul            | 14/06/1982 | Marrocos               | Sky Dive Dubai              |
| Giuliano Kamberaj       | 30/05/1994 | Albânia                | Neo (Cipollini Alè Rime)    |
| Francisco Mancebo       | 09/03/1976 | Espanha                | Sky Dive Dubai              |
| Tarek Obaid Murad       | 01/04/1984 | Emirados Árabes Unidos | Sky Dive Dubai              |
| Andrea Palini           | 16/06/1989 | Itália                 | Sky Dive Dubai              |
| Edgar Pinto             | 27/08/1985 | Portugal               | Sky Dive Dubai              |
| Ivan Santaromita        | 30/04/1984 | Itália                 | Orica GreenEDGE             |
| Marlen Zmorka           | 01/07/1993 | Ucrânia                | Neo (Pala Fenice Franchini) |

## 2017
| Nome                    | Nascimento | Nacionalidade          | Equipa de 2016  |
| Sultan Hassan Alhammadi | 15/08/1993 | Emirados Árabes Unidos | Sky Dive Dubai  |
| Rafaâ Chtioui           | 26/01/1986 | Tunísia                | Sky Dive Dubai  |
| Saeed Desmal            | 02/08/1998 | Emirados Árabes Unidos | Neoprofissional |
| Soufiane Haddi          | 20/02/1991 | Marrocos               | Sky Dive Dubai  |
| Maher Hasnaoui          | 22/09/1989 | Tunísia                | Sky Dive Dubai  |
| Al Ali Ibrahim          | 17/11/1994 | Emirados Árabes Unidos | Sky Dive Dubai  |
| Khalid Ibrahim          | 12/11/1995 | Emirados Árabes Unidos | Sky Dive Dubai  |
| Adil Jelloul            | 14/06/1982 | Marrocos               | Sky Dive Dubai  |
| Francisco Mancebo       | 09/03/1976 | Espanha                | Sky Dive Dubai  |
| Mohamed Mehrab          | 13/05/1998 | Emirados Árabes Unidos | Neoprofissional |
| Tarek Obaid Murad       | 01/04/1984 | Emirados Árabes Unidos | Sky Dive Dubai  |
| Marlen Zmorka           | 01/07/1993 | Ucrânia                | Sky Dive Dubai  |